# الكنيسة الفنلندية الأرثوذكسية
الكنيسة الفنلندية الأرثوذكسية (بالفنلندية: Суомен ортодоксінен кіркко) وهي كنيسة أرثوذكسية شرقية شبه مستقلة تجمع كل الهيئات والكنائس الأرثوذكسية في فنلندا تحت رعاية رئاسة الأسقفية الأرثوذكسية. وهذه الكنيسة مع الكنيسة الإنجيلية اللوثرية الفنلندية، تعتبران كنيستان وطنيتان في البلاد.
وتضم الكنيسة الأرثوذكسية قرابة الستين آلف فرد أي ما يشكل 1.1% من تعداد السكان بحسب إحصائية عام 2003.

## لمحة تاريخية

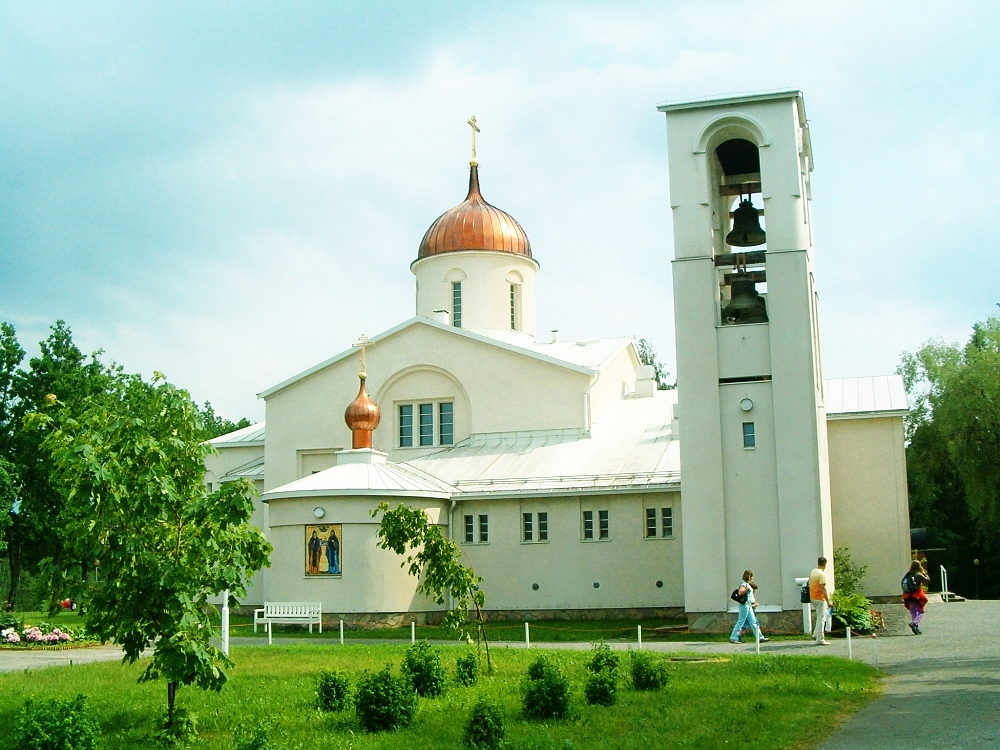
كنيسة دير فالامو الجديد التابع للكنيسة الفنلندية الأرثوذكسية

ويعزا وصول الأرثوذكسية إلى فنلندا إلى مجموعة من رهبان دير فالامو في روسيا، والذين عملوا خلال القرن الثاني عشر في منطقة كاريليا في الجنوب الشرقي لفنلندا على تبشير الأقوام الفنلندية بالمسيحية، واليوم معظم الأرثوذكس الفنلنديين المنتشرين في أنحاء البلاد هم في الأصل من سكان تلك المنطقة.
عقب انتهاء الحرب العالمية الأولى نالت فنلندا استقلالها من روسيا، فأعلن بطريرك موسكو أيضا فصل الكنيسة الفنلندية الأرثوذكسية عن الكنيسة الروسية عام 1919 لتدير شؤونها الخاصة، ولكنها بقيت تابعة للروس من ناحية العلاقات الخارجية مع بقية الكنائس. وفي عام 1923 وبقرار من المجمع البطريرك الأرثوذكسي انتقلت تبعية هذه الكنيسة للبطريك المسكوني في القسطنطينية.
تتألف الكنيسة الفنلندية الأرثوذكسية من ميتروبوليتين وأسقف واحد ومعهد لاهوتي ودير، يرأسها الميتروبوليت لاون.

## وصلات خارجية
- الموقع الرسمي لللكنيسة الفنلندية الأرثوذكسية